# Adadnirari II

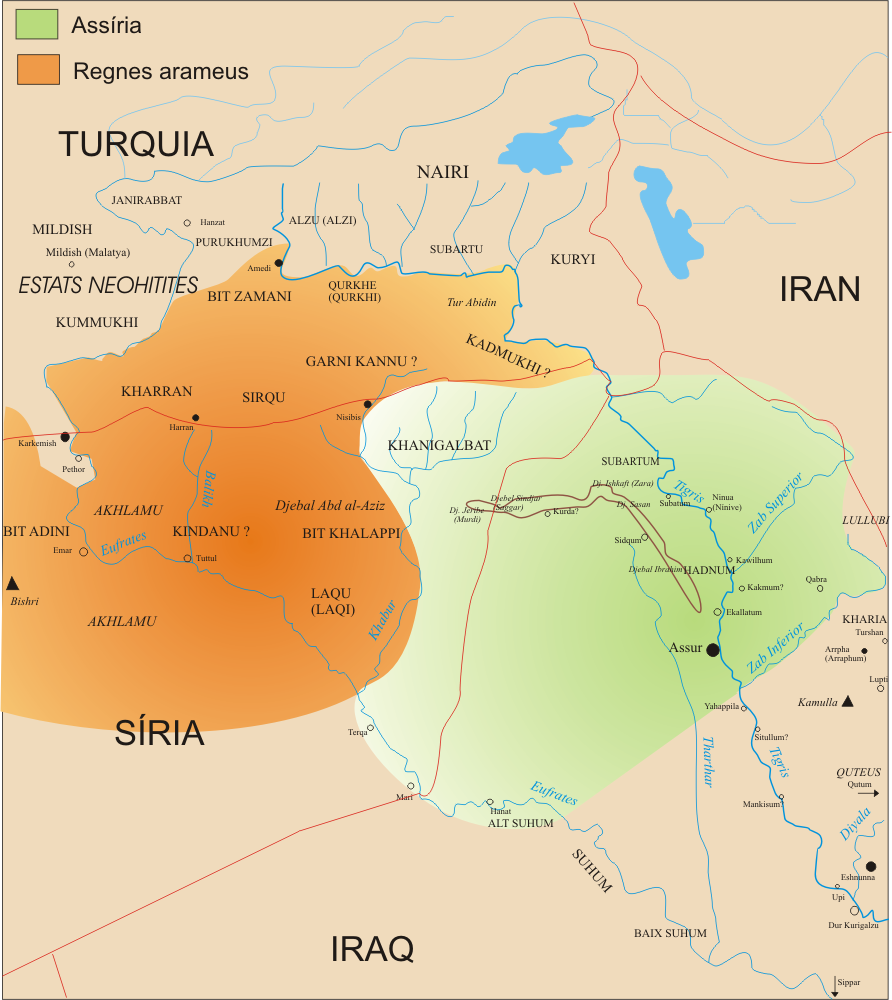
Assíria a l'inici del regnat d'Adadnirari II

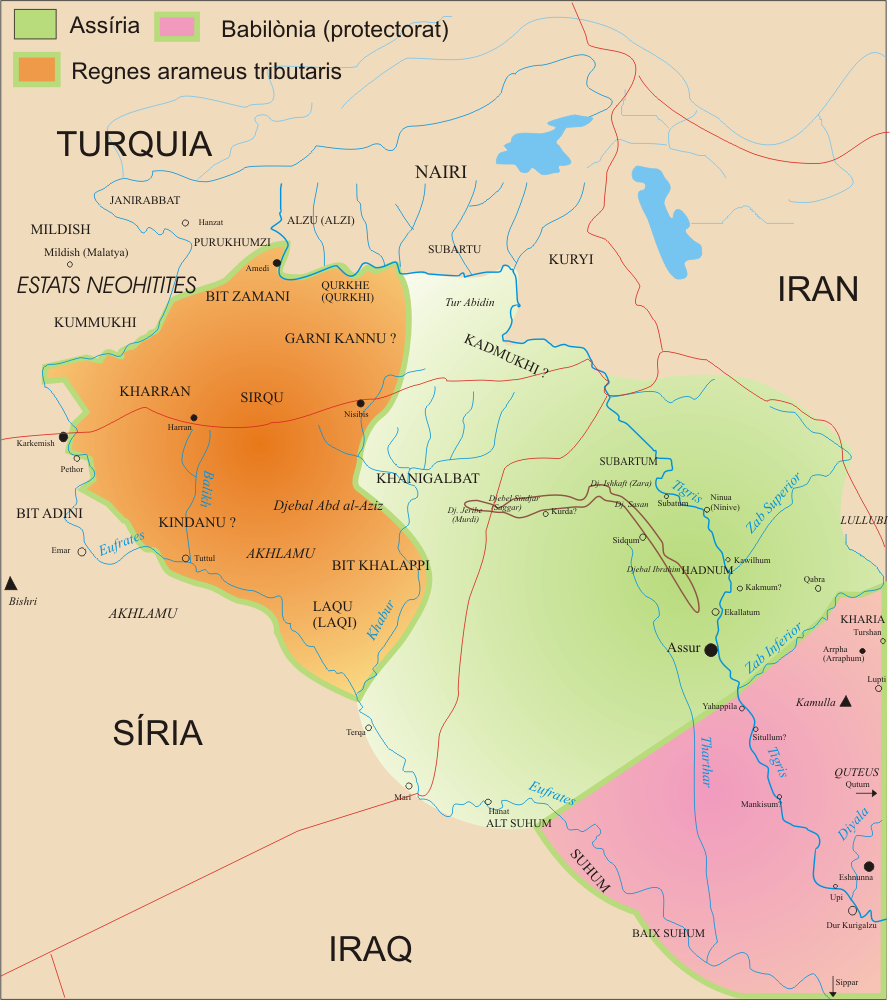
Assíria al final del regnat d'Adadnirari II

Adadnirari II o Adad-nirari II va ser rei d'Assíria del 912 al 891 aC. Les seves dates són precises, ja que des del 911 aC es coneix la llista d'oficials limmu que poden ser datats amb precisió amb ajut dels sincronismes amb Babilònia. És considerat el primer rei del període neoassiri. Era fill d'Aixurdan II, al que va succeir, segons la Llista dels reis d'Assíria.

## Regnat
Amb la idea d'una restauració de l'imperi assiri, es va dirigir contra la principal amenaça, els arameus. Va sotmetre les ciutats aramees a la vora de l'alt Tigris, especialment Kadmukh i Nísibis: després de dues campanyes sense èxit contra Nísibis, aquesta ciutat, capital del principat arameu del mateix nom, va ser assetjada i conquerida el 895 aC i el rei Nur-Adad va caure presoner i portat a Assíria; va assegurar la zona del Khabur i de les muntanyes Kashiari: forces assíries van baixar pels rius Balikh i Khabur i van sotmetre els principats establerts a la vora d'aquestos rius: Gardi Kannu, Bit Khalappi (moderna Tell Halaf), Kundannu o Kindanu, Bit Adini, Laki o Laqu (al nord-oest del Khabur), Sirqu i Bit Zamani (la capital del qual era Amedi, a la moderna Diyarbekir), que van quedar més o menys dependents d'Assíria, arribant fins a l'Eufrates recuperant diverses ciutats que antigament havien estat d'Assíria. Va conquerir també territoris a Nairi.
Després va fer una ofensiva contra Babilònia on regnava Xamaix-mudammiq (vers 942-900 aC) que havia patit poc abans un atac elamita, i va ocupar Hit i Zanqu; el següent rei de Babilònia, Nabu-shuma-ukin I (900 aC-888 aC) va contraatacar però fou derrotat. Després els dos estats es van reconciliar i es va signar un tractat de pau en virtut del qual Adadnirari II es va casar amb la filla del rei babiloni i va donar la seva pròpia fill a Nabu-shuma-ukin I; aquest tractat va obrir un període de virtual protectorat assiri sobre Babilònia que va durar dos segles.
Va construir i restaurar diversos palaus i portes a Assur. A la seva mort el va succeir el seu fill Tukultininurta II.